# ヨルダン渓谷

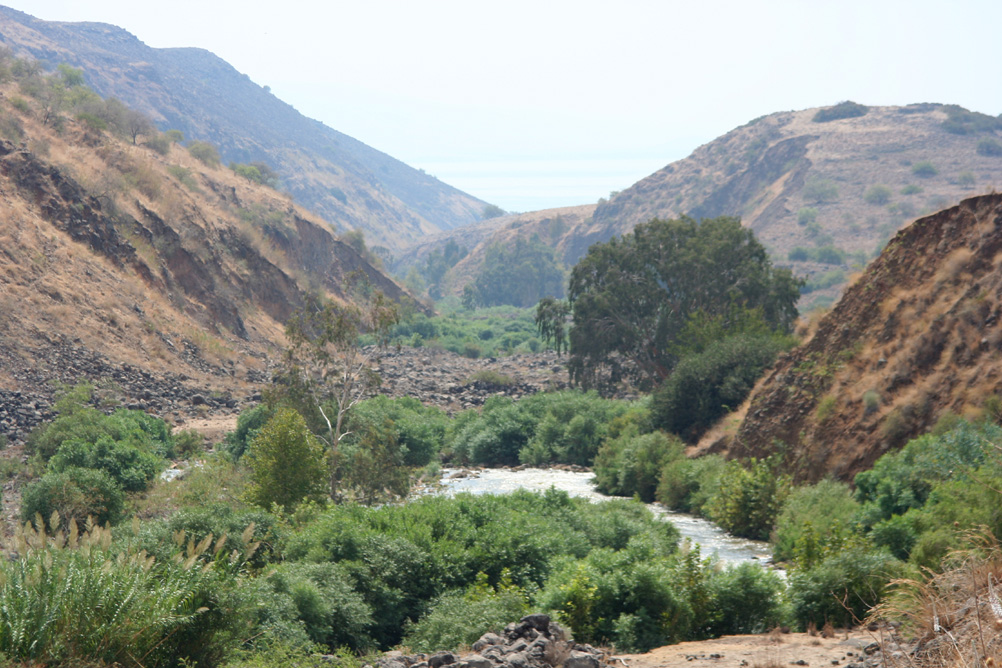
ヨルダン渓谷

ヨルダン渓谷（ヨルダンけいこく、ヘブライ語: עֵמֶק הַיַרְדֵּן‎ = Emek Hayarden、アラビア語: الغور = Al-Ghor or Al-Ghawr、英語: Jordan Valley）は、ヨルダン地溝帯の一部で、北はガリラヤ湖から南は死海に達する約120㎞、幅15㎞である。

## 概要
ヨルダン渓谷はヨルダン地溝帯の一部で、北はガリラヤ湖から南は死海に達する約120㎞、幅15㎞である。さらに南はアラバの谷として、さらにアカバまで続く。
ヨルダン渓谷は北ではイスラエルとヨルダンの国境で、南はパレスチナのヨルダン川西岸地区とヨルダンの国境になっている。

## 参照項目
- ヨルダン地溝帯
- アラバの谷